# Tiere in der Forschung
Tiere in der Forschung ist ein Schweizer Dokumentarfilm von Mark Rissi aus dem Jahr 1992.

## Handlung
Der Film handelt vom Zusammenspiel zwischen einer internationalen Händlermafia und Schweizer Pharma- und Forschungsunternehmen bei der Beschaffung von Hunden und Katzen für Tierversuche. Es geht um die Frage, ob in der Schweiz Medikamente zugelassen wurden, deren Wirkung und Zuverlässigkeit an völlig ungeeigneten Versuchstieren erprobt worden sind. Die Enthüllungen des renommierten Filmemachers werfen weitreichende Fragen auf. Es besteht der Verdacht, dass in einigen Forschungsinstituten und Universitäten zwischen 1979 und 1990 in erheblichem Umfang fahrlässig gehandelt wurde, weil die Forscher nicht speziell für Tierversuche gezüchtete Hunde und Katzen eingesetzt hätten. Hier hätten offenbar die Aufsichtsbehörden in der Schweiz und in der Bundesrepublik krass versagt. Händler lieferten nachweislich gestohlene, eingefangene, meist verwahrloste Hunde mit gefälschten Papieren an etablierte Laboratorien.

## Hintergrund
Der Film verursachte im Vorfeld einer Volksabstimmung über Tierversuche in der Pharma-Industrie eine Sensibilisierung des Themas in der Schweiz. Die Interessengemeinschaft „Pharma Information“ versuchte 1992 die Kinolancierung in der Schweiz mit einer Verfügung zu verhindern. Das Gericht lehnte aber ein Verbot ab und gab den Film wieder frei.